# Wraakroepende zonden
Wraakroepende zonden zijn volgens de moraaltheologie van de rooms-katholieke kerk zonden, die volgens de bijbel om de wraak van God roepen.
In het Latijn heten ze peccata clamantia. Traditioneel zijn het er vier of vijf. Het begrip is afgeleid uit oudtestamentische passages waar het bloed van Abel uit de grond tot God roept, een luide roep om wraak opstijgt, het volk klachten ten hemel laat stijgen, enz.
De catechismus van 1997 spreekt over zonden die ten hemel schreien (nr. 1867):
1. het bloed van Abel (Gen., 4:10) = vrijwillige doodslag[4]
2. de zonde van de Sodomieten (Gen., 18:20 en 19:13) = 'tegennatuurlijke onkuisheid'
3. de klacht van het verdrukte volk in Egypte (Ex., 3:7-10) = verdrukking van de armen
4. de klacht van de vreemdeling, de weduwe en de wees (Ex., 22:20-22) = onrecht tegen vreemdelingen, weduwen en wezen
5. het onrecht tegenover de dagloner (Deut., 24:14-15; Jak., 5:4) = het onthouden van rechtvaardig loon

Vooral de tweede wraakroepende zonde, waarmee feitelijk homoseksualiteit geviseerd wordt, heeft aanleiding gegeven tot heel wat debat binnen en buiten de kerk. De catechismus noemt het onveranderd een 'ernstige ontaarding' en steunt daarvoor mee op de Genesispassage met het vers over de luide roep om wraak.

## Andere indelingen
Naast wraakroepende zonden kent de katholieke leer andere groeperingen: hoofdzonden, zonden tegen de Heilige Geest, vreemde zonden. Naar zwaarte wordt een onderscheid gemaakt tussen doodzonden en dagelijkse zonden.

## Voetnoten
1. ↑  Katholiek ABC (bezocht 27 oktober 2017)
2. ↑  Genesis 4:10: "Toen zei Hij: `Wat hebt gij gedaan? Hoor, het bloed van uw broer roept uit de grond tot mij!"
3. ↑  Catechismus van de katholieke kerk: alinea 1867
4. ↑  Catechismus van de katholieke kerk: alinea 2269
5. ↑  Catechismus van de katholieke kerk: alinea 2357